# Диомед (Аљаска)
Диомед (енгл. Diomede) град је у америчкој савезној држави Аљаска.

## Демографија
По попису из 2010. године број становника је 115, што је 31 (-21,2%) становника мање него 2000. године.
| Група                 | 2000.       | 2010.       |
| Амерички староседеоци | 135 (92,5%) | 106 (92,2%) |
| Белци                 | 9 (6,2%)    | 5 (4,3%)    |
| Афроамериканци        | 0 (0,0%)    | 0 (0,0%)    |
| Азијати               | 0 (0,0%)    | 0 (0,0%)    |
| Хиспаноамериканци     | 0 (0,0%)    | 0 (0,0%)    |
| Укупно                | 146         | 115         |